# Фдерик
Фдерик (на арабски: افديرك‎) е град в севернозападна Мавритания, регион Тирис Замур. Населението на града през 2013 година е 6793 души.

## Побратимени градове
- Родез, Франция